# Philipp Friedrich Welker
Philipp Friedrich Welker (* 29. Oktober 1738 in Gotha; † 2. Januar 1792 ebenda) war ein deutscher Jurist, Beamter und Archivar im Herzogtum Sachsen-Gotha.

## Leben
Philipp Friedrich Welker war der Sohn des Gürtlers Johann Christian Welcker. Er studierte Rechtswissenschaften an der Universität Jena und wurde nach deren Abschluss 1765 Advokat in Gotha. 1768 wurde er im herzoglichen geheimen Archiv angestellt und 1772 zum geheimen Registrator und 1774 zum Geheimen Archivar befördert.
Von 1768 bis 1770 war er Sekretär der herzoglichen Deputation, die zur Revision des Reichskammergerichts nach Wetzlar gesandt wurde. 1791 erhielt er den Auftrag, die beiden gothaischen Prinzen August und Friedrich IV. über die Geschichte des Hauses Sachsen zu unterrichten, weil er sich durch die Bearbeitung mit den Urkunden zu diesem Thema ein umfangreiches Wissen erworben hatte.
Philipp Friedrich Welker war seit dem 17. April 1776 verheiratet mit Johann Auguste Sophie, Tochter des General-Kriegszahlmeister Kögel aus Dresden; gemeinsam hatten sie fünf Kinder. Einer seiner Söhne war der Landschafts- und Architekturmaler Ernst Welker.
Er war Mitglied der Freimaurer in der Loge Zu den drei Rosen in Jena.